# Tomosvaryella caerulescens
Tomosvaryella caerulescens är en tvåvingeart som beskrevs av De Meyer 1993. Tomosvaryella caerulescens ingår i släktet Tomosvaryella och familjen ögonflugor. Inga underarter finns listade i Catalogue of Life.